# Notre Dames des Cyclistes

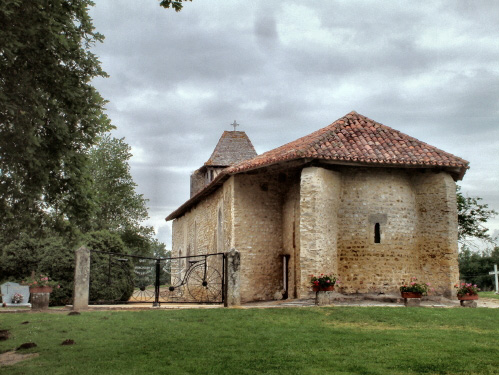
Achterzijde van de kapel

De Notre Dames des Cyclistes is een kapel in Labastide-d'Armagnac waar men telkens voor de ronde van Frankrijk gaat bidden voor een goed verloop van de Tour.

## Geschiedenis
De kapel in romaanse stijl dateert van de 11de eeuw en behoorde tot een versterkt geheel van de orde van de Tempeliers. In de jaren '50 schuilde Abbé Joseph Massie er tijdens een onweer gedurende een fietstocht. Massie richtte ze in als "wielerkapel" en de kapel werd heringewijd door Paus Johannes XXIII.
Enkele bekende wielrenners lieten er hun shirt hangen. Daarnaast trouwde Luis Ocaña er in 1968 en was eveneens zijn begrafenis er in 1994.
Op 9 juli 1989 vertrok een etappe van de Tour hier. Daarnaast passeerde de tour hier in de jaren 1984, 1989, 1995, 2000, 2017 en 2023.
Sinds enige tijd is de kapel een toeristisch trekpleister. In 1996 werd de kapel beschermd.

## Aanwezige shirts

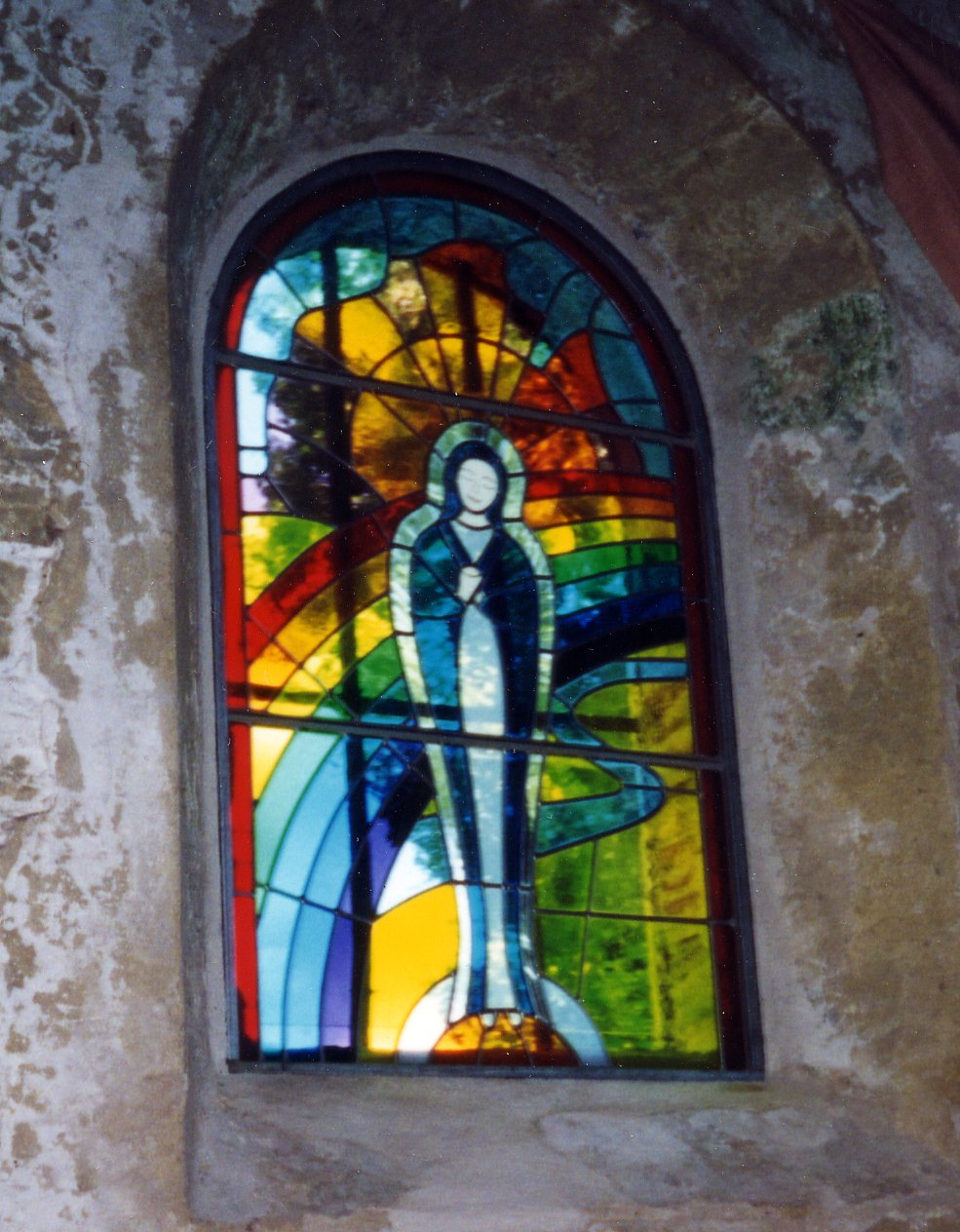
Glas-in-loodraam ontworpen en gemaakt door wielrenner Henri Anglade

In de kapel zijn meer dan 600 shirts aanwezig waaronder van volgende personen:
- Jacques Anquetil
- Louison Bobet
- André Darrigade
- Bernard Hinault
- Roger Lapébie
- Eddy Merckx
- Luis Ocaña
- Raymond Poulidor
- Tom Simpson
- Jean Stablinski